# Niekochana (singel)
Niekochana – pierwszy singel promujący ostatnią studyjną płytę zespołu O.N.A. – Mrok. Jest to ballada, opowiadająca o samotności i bólu związanym z tym emocjonalnym stanem. W warstwie muzycznej dominują wyeksponowane partie instrumentów klawiszowych.
Na początku 2002 zespół nagrał anglojęzyczną wersję tego utworu zatytułowaną „Alone Now” wraz z „Wszystko to co ja”, w celu promocji w Wielkiej Brytanii. Piosenka została zamieszczona na bootlegu Chylińskiej „No One's Girl” w 2007 roku.
Teledysk do piosenki, w reżyserii Joanny Rechnio, został nagrodzony Fryderykiem, a sam utwór otrzymał nominację do nagrody w kategorii piosenka roku.

## Twórcy
- Agnieszka Chylińska – wokal prowadzący, kompozycja, tekst
- Zbyszek Kraszewski – perkusja
- Grzegorz Skawiński – gitara, wokal wspierający
- Waldemar Tkaczyk – gitara basowa
- Wojciech Horny – instrumenty klawiszowe
- Leszek Kamiński – realizacja, miksowanie
- Leszek Kamiński, Julita Emanuiłow – mastering